# Championnats d'Europe de patinage artistique 1959
Navigation
Édition précédente Édition suivante
Les championnats d'Europe de patinage artistique 1959 ont lieu du 1er au 8 février 1959 à la patinoire extérieure de Davos en Suisse. C'est la dixième fois que la ville grisonne accueille les championnats européens.
Pour l'antépénultième fois, les championnats européens sont organisés sur une patinoire en extérieur. Les deux dernières fois auront lieu en 1960 à Garmisch-Partenkirchen et en 1963 à Budapest.  

## Qualifications
Les patineurs sont éligibles à l'épreuve s'ils représentent une nation européenne membre de l'Union internationale de patinage (International Skating Union en anglais). Les fédérations nationales sélectionnent leurs patineurs en fonction de leurs propres critères.
L'Union internationale de patinage autorise chaque pays à avoir de une à quatre inscriptions par discipline. 

## Podiums
| Épreuves                            | Or                                  | Argent                              | Bronze                             |
| ----------------------------------- | ----------------------------------- | ----------------------------------- | ---------------------------------- |
| Messieurs résultats détaillés       | Karol Divín                         | Alain Giletti                       | Norbert Felsinger                  |
| Dames résultats détaillés           | Hanna Walter                        | Sjoukje Dijkstra                    | Joan Haanappel                     |
| Couples résultats détaillés         | Marika Kilius / Hans-Jürgen Bäumler | Nina Zhuk / Stanislav Zhuk          | Joyce Coates / Anthony Holles      |
| Danse sur glace résultats détaillés | Doreen Denny / Courtney Jones       | Catherine Morris / Michael Robinson | Christiane Guhel / Jean-Paul Guhel |

## Tableau des médailles
| Rang  | Nation               | Or | Argent | Bronze | Total |
| ----- | -------------------- | -- | ------ | ------ | ----- |
| 1     | Royaume-Uni          | 1  | 1      | 1      | 3     |
| 2     | Autriche             | 1  | 0      | 1      | 2     |
| 3     | Allemagne de l'Ouest | 1  | 0      | 0      | 1     |
| 3     | Tchécoslovaquie      | 1  | 0      | 0      | 1     |
| 5     | France               | 0  | 1      | 1      | 2     |
| 5     | Pays-Bas             | 0  | 1      | 1      | 2     |
| 7     | Union soviétique     | 0  | 1      | 0      | 1     |
| Total | Total                | 4  | 4      | 4      | 12    |

## Détails des compétitions

### Messieurs
| Rang | Nom                   | Nation               | Places | Points | Fig. impo. | Prog. libre |
| ---- | --------------------- | -------------------- | ------ | ------ | ---------- | ----------- |
| 1    | Karol Divín           | Tchécoslovaquie      |        |        |            |             |
| 2    | Alain Giletti         | France               |        |        |            |             |
| 3    | Norbert Felsinger     | Autriche             |        |        |            |             |
| 4    | Alain Calmat          | France               |        |        |            |             |
| 5    | Manfred Schnelldorfer | Allemagne de l'Ouest |        |        |            |             |
| 6    | Tilo Gutzeit          | Allemagne de l'Ouest |        |        |            |             |
| 7    | Peter Jonas           | Autriche             |        |        |            |             |
| 8    | David Clements        | Royaume-Uni          |        |        |            |             |
| 9    | Hubert Köpfler        | Suisse               |        |        |            |             |
| 10   | Lev Mikhailov         | Union soviétique     |        |        |            |             |
| 11   | François Pache        | Suisse               |        |        |            |             |
| 12   | Sergio Brosio         | Italie               |        |        |            |             |
| 13   | Bodo Bockenauer       | Allemagne de l'Est   |        |        |            |             |
| 14   | Igor Persiantsev      | Union soviétique     |        |        |            |             |
| 15   | Karl Bohringer        | Autriche             |        |        |            |             |
| 16   | Henryk Hanzel         | Pologne              |        |        |            |             |
| 17   | Wouter Toledo         | Pays-Bas             |        |        |            |             |
| 18   | Jochen Niemann        | Allemagne de l'Ouest |        |        |            |             |

### Dames
| Rang | Nom                  | Nation               | Places | Points | Fig. impo. | Prog. libre |
| ---- | -------------------- | -------------------- | ------ | ------ | ---------- | ----------- |
| 1    | Hanna Walter         | Autriche             |        |        |            |             |
| 2    | Sjoukje Dijkstra     | Pays-Bas             |        |        |            |             |
| 3    | Joan Haanappel       | Pays-Bas             |        |        |            |             |
| 4    | Ina Bauer            | Allemagne de l'Ouest |        |        |            |             |
| 5    | Regine Heitzer       | Autriche             |        |        |            |             |
| 6    | Jindřiška Kramperová | Tchécoslovaquie      |        |        |            |             |
| 7    | Jana Mrázková        | Tchécoslovaquie      |        |        |            |             |
| 8    | Dany Rigoulot        | France               |        |        |            |             |
| 9    | Diana Clifton-Peach  | Royaume-Uni          |        |        |            |             |
| 10   | Liliane Crosa        | Suisse               |        |        |            |             |
| 11   | Anna Galmarini       | Italie               |        |        |            |             |
| 12   | Jitka Hlaváčková     | Tchécoslovaquie      |        |        |            |             |
| 13   | Carla Tichatschek    | Italie               |        |        |            |             |
| 14   | Fränzi Schmidt       | Suisse               |        |        |            |             |
| 15   | Carolyn Krau         | Royaume-Uni          |        |        |            |             |
| 16   | Nicole Hassler       | France               |        |        |            |             |
| 17   | Bärbel Martin        | Allemagne de l'Ouest |        |        |            |             |
| 18   | Rosuitha Sodoma      | Autriche             |        |        |            |             |
| 19   | Corinne Altmann      | France               |        |        |            |             |
| 20   | Helga Zöllner        | Hongrie              |        |        |            |             |
| 21   | Ursel Barkey         | Allemagne de l'Ouest |        |        |            |             |
| 22   | Edda Jurek           | Hongrie              |        |        |            |             |
| 23   | Karin Dehle          | Norvège              |        |        |            |             |
| 24   | Tatiana Nemtsova     | Union soviétique     |        |        |            |             |
| 25   | Jeannine Ferir       | Pays-Bas             |        |        |            |             |
| 26   | Éva Csoma            | Hongrie              |        |        |            |             |
| 27   | Irina Liuliakova     | Union soviétique     |        |        |            |             |
| 28   | Krystyna Wasik       | Pologne              |        |        |            |             |

### Couples
| Rang | Nom                                      | Nation               | Places | Points |
| ---- | ---------------------------------------- | -------------------- | ------ | ------ |
| 1    | Marika Kilius / Hans-Jürgen Bäumler      | Allemagne de l'Ouest |        |        |
| 2    | Nina Zhuk / Stanislav Zhuk               | Union soviétique     |        |        |
| 3    | Joyce Coates / Anthony Holles            | Royaume-Uni          |        |        |
| 4    | Margret Göbl / Franz Ningel              | Allemagne de l'Ouest |        |        |
| 5    | Rita Blumenberg / Werner Mensching       | Allemagne de l'Ouest |        |        |
| 6    | Hana Dvoraková / Karol Vosatka           | Tchécoslovaquie      |        |        |
| 7    | Ludmila Belousova / Oleg Protopopov      | Union soviétique     |        |        |
| 8    | Diana Hinko / Heinz Dopfl                | Autriche             |        |        |
| 9    | Barbara Jankowska / Zygmond Kaczmarczyk  | Pologne              |        |        |
| 10   | Rosuitha Mauerhofer / Günther Mauerhofer | Allemagne de l'Est   |        |        |
| 11   | Gerda Johner / Rüdi Johner               | Suisse               |        |        |
| 12   | Eva Romanová / Pavel Roman               | Tchécoslovaquie      |        |        |

### Danse sur glace
| Rang | Nom                                      | Nation               | Places | Points | Danses imposées | Danse libre |
| ---- | ---------------------------------------- | -------------------- | ------ | ------ | --------------- | ----------- |
| 1    | Doreen Denny / Courtney Jones            | Royaume-Uni          |        |        |                 |             |
| 2    | Catherine Morris / Michael Robinson      | Royaume-Uni          |        |        |                 |             |
| 3    | Christiane Guhel / Jean-Paul Guhel       | France               |        |        |                 |             |
| 4    | Rita Paucka / Peter Kwiet                | Allemagne de l'Ouest |        |        |                 |             |
| 5    | Elly Thal / Hannes Burkhardt             | Allemagne de l'Ouest |        |        |                 |             |
| 6    | Lucia Zorn / Rudolf Zorn                 | Autriche             |        |        |                 |             |
| 7    | Eva Romanová / Pavel Roman               | Tchécoslovaquie      |        |        |                 |             |
| 8    | Annick de Trentinian / Philippe Aumond   | France               |        |        |                 |             |
| 9    | Catharina Odink / Jacobus Odink          | Pays-Bas             |        |        |                 |             |
| 10   | Adriana Giuggiolini / Germano Ceccattini | Italie               |        |        |                 |             |
| 11   | Helga Michlmayer / Gerald Felsinger      | Autriche             |        |        |                 |             |
| 12   | Danielle Jaton / Charly Pichard          | Suisse               |        |        |                 |             |
| 13   | Maria Grazia Toncelli / Vincio Toncelli  | Italie               |        |        |                 |             |
| 14   | Ludovica Boccacci / Gianfranco Canepa    | Italie               |        |        |                 |             |
| 15   | Elżbieta Zdankiewicz / Emanuel Koczyba   | Pologne              |        |        |                 |             |